# Elaphria lithodia
Elaphria lithodia là một loài bướm đêm trong họ Noctuidae.